# John Lewis Hall
Pour les articles homonymes, voir Hall et John Hall (homonymie).
John L. Hall (21 août 1934 à Denver, Colorado, États-Unis) est un physicien américain. Il est colauréat avec Theodor W. Hänsch de la moitié du prix Nobel de physique de 2005.

## Biographie
Lui et Theodor W. Hänsch sont colauréats de la moitié du prix Nobel de physique de 2005 (l'autre moitié a été remise à Roy J. Glauber) « pour leurs contributions au développement de la spectroscopie de précision au laser, incluant la technique du peigne de fréquence optique ».